# Nội dung khiêu dâm hiếp dâm
Nội dung khiêu dâm hiếp dâm là một thể loại con của nội dung khiêu dâm liên quan đến việc mô tả hoặc diễn đạt về hiếp dâm. Phim khiêu dâm kiểu này có thể liên quan đến cưỡng hiếp mô phỏng, theo đó những người trưởng thành đồng ý quan hệ tình dục giả vờ bị ép buộc, hoặc có thể là bị cưỡng hiếp thật. Nạn nhân của cưỡng hiếp thực sự có thể bị ép buộc thể hiện sự đồng tình để khiến cho phim khiêu dâm được sản xuất ra trông giống như là hiếp dâm mô phỏng hoặc phim khiêu dâm phi ép buộc. Sự biểu đạt về hiếp dâm trong truyền thông phi khiêu dâm thường không được xem là nội dung khiêu dâm hiếp dâm. Các cảnh quay mô phỏng về hiếp dâm và các hình thức khác của bạo lực tình dục từng xuất hiện trong điện ảnh phổ thông, bao gồm các bộ phim cưỡng hiếp và trả thù, kể cả từ thời điểm xuất hiện của nó.
Tính hợp pháp của phim khiêu dâm hiếp dâm mô phỏng là khác nhau, tùy theo từng khu vực pháp lý. Nó gây nhiều sự tranh cãi vì quan điểm cho rằng nó khuyến khích mọi người phạm tội hiếp dâm. Tuy nhiên, các nghiên cứu về tác động của nội dung khiêu dâm mô tả bạo lực tình dục lại cho ra những kết quả trái ngược nhau. Việc tạo ra nội dung khiêu dâm hiếp dâm thật là một tội phạm tình dục ở những quốc gia mà cưỡng dâm là bất hợp pháp. Phim khiêu dâm hiếp dâm thật, bao gồm cả hiếp dâm theo luật định trong nội dung khiêu dâm trẻ em, được tạo ra vì lợi nhuận và các nguyên do khác. Phim khiêu dâm hiếp dâm, cũng như phim khiêu dâm trả thù và các thể loại phụ tương tự mô tả bạo lực khác, có liên quan đến văn hóa hiếp dâm.

## Tính hợp pháp

### Vương quốc Anh
Việc sở hữu nội dung khiêu dâm hiếp dâm là bất hợp pháp ở Scotland, Anh và xứ Wales.
Tại Scotland, Đạo luật Tư pháp Hình sự và Cấp phép năm 2010 (Criminal Justice and Licensing; Scotland Act 2010) đã hình sự hóa việc sở hữu nội dung khiêu dâm "cực đoan". Điều này bao gồm các mô tả về cưỡng hiếp, và "hoạt động tình dục xâm nhập không có sự đồng thuận, dù là bạo lực hay không", bao gồm cả những hoạt động liên quan đến sự đồng ý của người trường thành và các hình ảnh làm giả. Hình phạt tối đa là phạt tiền không giới hạn và 3 năm tù giam. Đạo luật này không được sử dụng thường xuyên, và nó chỉ dẫn đến một vụ truy tố duy nhất trong bốn năm đầu tiên có hiệu lực của luật này.
Ở Anh và xứ Wales, phải mất thêm 5 năm nữa, nội dung khiêu dâm mô tả hành vi cưỡng hiếp (bao gồm cả những sự mô phỏng liên quan đến đồng thuận của người trưởng thành) mới bị xem là bất hợp pháp ở Anh và xứ Wales, nâng luật này lên ngang hàng với luật của Scotland. Mục 63 của Đạo luật Tư pháp Hình sự và Nhập cư năm 2008 (Section 63 of the Criminal Justice and Immigration Act 2008) đã hình sự hóa việc sở hữu "nội dung khiêu dâm cực đoan" nhưng nó lại không nêu rõ các mô tả về cưỡng hiếp. Vào thời điểm đó, người ta cho rằng việc buôn bán nội dung khiêu dâm cưỡng hiếp có thể đã là bất hợp pháp ở Anh và xứ Wales do Đạo luật xuất bản tục tĩu năm 1959 (Obscene Publications Act 1959), nhưng phán quyết trong vụ R v Peacock vào tháng 1 năm 2012 đã chứng minh rằng điều này không phải vậy. Việc đưa ra đạo luật mới được thủ tướng Anh David Cameron công bố lần đầu tiên vào năm 2013. Trong một bài phát biểu trước NSPCC, ông tuyên bố rằng nội dung khiêu dâm mô tả cưỡng hiếp "bình thường hóa bạo lực tình dục đối với phụ nữ", mặc dù đơn vị chính sách hình sự của Bộ Tư pháp trước đó đã tuyên bố rằng "chúng tôi không có bằng chứng nào cho thấy việc tạo ra các vụ cưỡng hiếp dàn dựng gây ra bất kỳ tác hại nào đối với người tham gia hoặc gây tổn hại cho xã hội phần lớn".
Vào tháng 2 năm 2015, Mục 16 của Đạo luật Tòa án và Tư pháp Hình sự năm 2015 (Criminal Justice and Courts Act 2015) đã sửa đổi luật Tư pháp Hình sự và Di trú năm 2008 (Criminal Justice and Immigration Act 2008) để hình sự hóa việc sở hữu hình ảnh khiêu dâm mô tả hành vi hiếp dâm. Luật chỉ áp dụng cho tài liệu có sự đồng thuận, mô phỏng, tưởng tượng. Việc sở hữu hình ảnh ghi lại một vụ hiếp dâm thực tế, chẳng hạn như đoạn phim CCTV, không phải là bất hợp pháp; nhưng hình ảnh "làm cho người khác tin là" được tạo ra bởi người lớn cho người lớn đồng thuận sẽ bị truy tố. Vào tháng 1 năm 2014, các nhóm chiến dịch tự do tình dục đã chỉ trích Mục 16 là được định hình một cách tồi tệ và có khả năng hình sự hóa nhiều loại tài liệu hơn so với đề xuất ban đầu. Tuy nhiên, vào tháng 4 năm 2014, bài thuyết trình của BBFC trước Quốc hội gợi ý rằng, luật được đề xuất sẽ không bao gồm "các mô tả hư cấu rõ ràng về cưỡng hiếp và bạo lực tình dục khác, trong đó những người tham gia rõ ràng là diễn viên đang diễn theo kịch bản".

### Đức
Ở Đức, việc phát tán nội dung khiêu dâm có cảnh hiếp dâm dù thật hoặc giả đều là bất hợp pháp.

### Hoa Kỳ
Có rất ít hạn chế pháp lý thực tế đối với nội dung khiêu dâm hiếp dâm ở Hoa Kỳ. Các cơ quan thực thi pháp luật Hoa Kỳ tập trung vào các ví dụ mà họ tin rằng tội phạm đã diễn ra trong quá trình sản xuất. Nội dung khiêu dâm hiếp dâm "ảo" mô tả những sự cưỡng hiếp mô phỏng có sự đồng thuận của người lớn không phải là ưu tiên của công an.
Đáp lại phán quyết trong vụ tấn công tình dục People v. Turner, xHamster đã thiết lập "quy tắc Brock Turner", cấm các video liên quan đến cưỡng hiếp, bao gồm cả những video liên quan đến quan hệ tình dục với bạn tình bất tỉnh hoặc thôi miên.

## Những vụ hiếp dâm có thật

### Phi-internet
Nữ diễn viên khiêu dâm người Mỹ Linda Lovelace từng viết trong cuốn tự truyện của mình, Ordeal, rằng cô đã bị ép buộc và cưỡng hiếp trong các bộ phim khiêu dâm vào những năm 1970.

### Internet
Việc kiểm soát Internet liên quan đến việc điều tra tội phạm thực tế ngày càng trở nên khó khăn hơn do các trang web khiêu dâm hiếp dâm hoạt động một cách ẩn danh, phớt lờ các quy định của ICANN và cung cấp thông tin sai lệch cho cơ sở dữ liệu Whois.
Theo lời kể của các nạn nhân và các tài liệu từ một vụ kiện, từ năm 2009 đến năm 2020, công ty khiêu dâm GirlsDoPorn đã tạo ra hàng trăm video khiêu dâm, trong đó các thiếu nữ được miêu tả là đã bị thao túng, ép buộc, nói dối, cho dùng cần sa hoặc các loại ma túy khác hoặc bị cưỡng ép quan hệ tình dục. Sáu người liên quan đến trang web đã bị buộc tội buôn bán tình dục bằng vũ lực, lừa đảo và ép buộc vào tháng 11 năm 2019. Các video chính thức của công ty đã được xem hơn một tỷ lần, bao gồm cả dịch vụ đăng ký trả phí trên trang web của công ty, cũng như có khoảng 680 triệu lượt xem theo ước tính trên trang web khiêu dâm Pornhub, nơi có kênh channel chính thức của công ty lọt trong top 20 kênh được xem nhiều nhất của trang web. Các bản sao lậu của video cũng được xem hàng trăm triệu lần. Theo một vụ kiện, các video vẫn có thể được tìm thấy trên các trang web khiêu dâm chính thống ít nhất là cho đến tháng 12 năm 2020.
Phụ nữ Nhật Bản bị ép đóng phim khiêu dâm vào những năm 2010.
Các video hiếp dâm phụ nữ và bé gái có thật được quay trong các vụ án Phòng Bác Sĩ và các sự kiện phòng thứ N ở Hàn Quốc vào cuối những năm 2010 và đầu những năm 2020.
Các video quay cảnh hiếp dâm thực sự đã và đang được lưu trữ trên các trang web khiêu dâm cũng như các trang web chia sẻ video khiêu dâm phổ biến. Những trang web này đã bị những người khởi kiện chỉ trích.

#### Buôn bán tình dục qua mạng
Nạn nhân của nạn buôn bán tình dục qua mạng đã bị ép buộc phải phát trực tiếp livestream nội dung khiêu dâm hiếp dâm, nội dung này có thể được ghi hình, sao lưu lại và buôn bán sau đó. Họ bị những kẻ buôn người cưỡng hiếp trước webcam hoặc bị ép thực hiện hành vi tình dục trên chính họ hoặc các nạn nhân khác. Những kẻ buôn người quay phim và phát sóng tội phạm tình dục theo thời gian thực. Nạn nhân thường xuyên bị buộc phải xem những khán giả tiêu dùng trả tiền trên màn hình và làm theo các yêu cầu của họ. Nó xảy ra ở các địa điểm, thường được gọi là 'các tụ điểm cybersex', có thể là ở nhà, khách sạn, văn phòng, quán cà phê internet, và các cơ sở kinh doanh khác.